# Gamal Al-Ghandour
Gamal Al-Ghandour (Árabe: جمال محمود أحمد الغندور) (Cairo, 12 de junho de 1957) é um ex-árbitro de futebol egípcio.
Participou de duas Copas do Mundo: em 1998 e em 2002 mediando uma partida em cada.
Tornou-se o primeiro árbitro de fora da Europa a participar de um Campeonato Europeu mediando duas partidas na edição de 2000.